# Euripus palawanicus
Euripus palawanicus är en fjärilsart som beskrevs av Hans Fruhstorfer 1899. Euripus palawanicus ingår i släktet Euripus och familjen praktfjärilar. Inga underarter finns listade i Catalogue of Life.